# Ли Ын Гён
Ли Ын Гён (кор. 이은경, р.15 июля 1972) — южнокорейская спортсменка, стрелок из лука, олимпийский чемпион и чемпион мира.

## Биография
Родилась в 1972 году. В 1991 году стала чемпионкой мира в составе команды, а в личном первенстве завоевала серебряную медаль. В 1992 году завоевала золотую медаль Олимпийских игр в Барселоне в составе команды, а в личном первенстве была 14-й. На чемпионате мира 1993 года вновь завоевала золотую медаль в составе команды. В 1999 году стала чемпионкой мира в личном первенстве.